# Felix Werder
Felix Werder (Berlin, 24 février 1922 – Melbourne, 3 mai 2012, australien d'origine allemande, est un compositeur de musique classique et électronique, ainsi qu'un critique et un pédagogue reconnu. Fils de compositeur de musique religieuse, il a composé toute sa vie. Son œuvre imprimée et discographique comprend des symphonies, de la musique de chambre pour toutes sortes d'ensembles, des concertos solo, des œuvres chorales et des opéras.

## Biographie
Fils du compositeur Boaz Bischofswerder, Felix Werder est né à Berlin sous le nom de Felix Bischofswerder. Il étudie les beaux-arts et l'architecture à Londres avant d'arriver en Australie avec son père en 1940 à bord du HMT Dunera (en): ils quittent alors l'Allemagne en raison de leur origine juive. Ils sont internés pendant la seconde guerre mondiale comme prisonniers politiques dans un camp à Tatura dans l'État de Victoria. En 1943, il écrit sa première symphonie. Entre 1960 et le début des années 1970, il écrit sept opéras, qui sont des succès populaires. Son opéra Private, commandé par ABC pour la télévision, est diffusé en 1969. Il compose aussi, entre autres, pour le Deutsche Oper Berlin et l'Opéra d'Australie.
Werder a vécu à Melbourne et a influencé par son enseignement la musique électronique notamment la musique sur synthétiseur. Il a été nommé membre de l'Ordre d'Australie en 1976 et a reçu le Stamitz Performance Prize en 1984 et en 1988, le Australia Council Fellowship en 1986, le Arts Guild of Germany Composition Prize ainsi que le doctorat honoris causa en musique de l'université de Melbourne.
Il a formé l'ensemble Australia Felix avec les musiciens Bruce Clarke, Merlyn Quaife, Brian Brown, Alex Grieve, Judy Easton, Tony Conolan, Kevin Makin et Peter Clinch, avec lequel il a donné des tournées en Europe. Pendant les années 1960 et 1970, il a écrit des critiques musicales pour le quotidien de Melbourne The Age.
Le 24 février 2012, un concert a été donné au Iwaki Auditorium de Melbourne pour ses 90 ans. Le concert comprenait la première de ses trois dernières œuvres : Ill-Tempered Clavier (2009) ainsi que Dice (2010) joués par le pianiste Michael Kieran Harvey et H Factor dont Werder disait que ce serait sa dernière composition, interprétée par le Silo String Quartet. Le percussionniste Eugene Ughetti interpréta également Quinney on the Roof et Recipe for Disaster. À cette même occasion, Warren Burt présenta une restauration digitale de la pièce de Werder pour synthétiseur analogique The Tempest, à l'origine enregistrée et publiée en 1974.
Felix Werder est mort à Melbourne le 3 mai 2012 à l'âge 90 ans.

## Opéras
- Kisses for a Quid (1961)
- The General (1966)
- Agamemnon (1967)
- The Affair (1969)
- Private (1969)
- The Vicious Square (1971)
- The Conversion (1973)

## Discographie
- 1973 : LP Felix Werder's Banker, Discovery Stereos GYS 001 (Greg Young Production)
- 1974 : LP Music by Felix Werder, Volume 2, Mopoke GYS 002 (Greg Young Production)
- 1977 : LP Agamemnon
- année 1970 : LP Requiem
- 1992 : CD Machine Messages, ACMA Vol 1
- 2007 : CD The Tempest/Electronic Music (compilation)[7]

## Distinctions
2004: récompense lors des APRA Awards en Australie.